# Sofía Gaviria
Sofía Gaviria Correa (Medellín, 18 de febrero de 1972) es una politóloga, diplomática y política colombiana. Fue Senadora de la República de Colombia y codirectora nacional del Partido Liberal Colombiano. En marzo de 2019 fue nombrada por el Gobierno de Iván Duque como embajadora de Colombia en Suiza.

## Biografía
Sofía Gaviria Correa es la sexta de ocho hijos. Sus padres son el empresario, periodista y líder político antioqueño Guillermo Gaviria Echeverri y Adela Correa Uribe. Es hermana de Guillermo, gobernador de Antioquia, secuestrado por las FARC en 2002, cuando lideraba una marcha simbólica por la paz, y asesinado en cautiverio por dicha guerrilla un año después. Su otro hermano, Aníbal, ha sido dirigente político de Antioquia siendo actual gobernador de Antioquia, cargo que había ejercido previamente en el período 2004-2007 y alcalde de Medellín en el período 2012-2015.
Sofía Gaviria, tras graduarse como politóloga en la Universidad de los Andes, trabajó con la Organización de Naciones Unidas y con el ICFES como coordinadora del Programa de Prevención de Drogas que se realizó, con resultados satisfactorios, en la gran mayoría de las universidades colombianas. De este trabajo, compiló, editó y publicó dos libros sobre la experiencia del proyecto realizado. Viajó, a continuación, a Nueva York, donde estudió Inglés e Italiano, en la Universidad New School for Social Research, y se certificó en Relaciones Internacionales en la Universidad de Nueva York. Posteriormente, aterrizó en Sarajevo, justo después de las Guerras Yugoslavas, Allí, además de estudiar y escribir sobre el conflicto, trabajó como voluntaria en la ONG Samaritan Purse.
Pasó luego dos meses en Irlanda estudiando y escribiendo sobre paz y cultura, para luego trasladarse a Barcelona, donde hizo un máster en Políticas Públicas y Sociales con las universidades Johns Hopkins y Pompeu Fabra. Paralelo a ello, viajó a Ruanda y Burundi donde hizo trabajos de voluntaria con la Cruz Roja y Medecins Sans Frontieres. Vuelve a Barcelona y contrae matrimonio con el abogado y experto en Cooperación Internacional Jaume Guardans Cambó, hermano del político español Ignasi Guardans y nieto del ministro e intelectual español Francisco Cambó. Con su esposo, funda Ideaborn, entidad de consultoría que contribuye a la promoción y protección de los Derechos Humanos en el mundo. Posteriormente, estudió Francés y realizó una especialización en Gerencia de Proyectos Sociales, en ESADE.
Por esa época, las Farc asesinan a su hermano Guillermo Gaviria Correa y nace su primera hija: Helena. Después del nacimiento de su segunda hija, Irene, decide junto a su esposo, regresar a su ciudad natal, Medellín. En ese momento hizo parte del grupo que apoyó la creación de la Fundación Lucerito, ONG que atiende menores abusados y explotados sexualmente. Participó como miembro de la junta directiva de Fundaunibán, que ejecuta más de 8000 millones de pesos en proyectos de responsabilidad social empresarial; la Asociación Surgir que realiza proyectos de prevención de drogas y alcohol, y Grupo20, empresa de la familia Gaviria Correa. Con su coordinación, se diseñó y ejecutó el programa Paternidad Responsable que llegó en Urabá a más de once mil personas. Paralelamente participó como ponente en varios congresos internacionales de víctimas (Bogotá, Madrid, Valencia y New York).
En marzo de 2014, fue elegida Senadora de la República de Colombia, por el Partido Liberal Colombiano y en septiembre del mismo año, fue elegida codirectora nacional de su partido. Su tarea en el Senado se ha enfocado especialmente en temáticas relacionadas con seguridad alimentaria, descentralización y derechos humanos. Dirigió un grupo de congresistas y de ONG encaminado a la defensa, visualización y representación de las víctimas de las Farc en el proceso de paz de La Habana. Ha sido colomnista de opinión en el diario El Mundo, de Colombia.